# 海角街道
海角街道是中华人民共和国广西壮族自治区北海市海城区下辖的一个乡镇级行政单位。

## 行政区划
海角街道下辖以下地区：
外沙社区、海角大道社区、独树根东社区、树独根西社区、前进路社区和北部湾西社区。